# Gorgonidium vermicidum
Gorgonidium vermicidum är en kallaväxtart som först beskrevs av Carlos Luis Spegazzini, och fick sitt nu gällande namn av Josef Bogner och Dan Henry Nicolson. Gorgonidium vermicidum ingår i släktet Gorgonidium och familjen kallaväxter. Inga underarter finns listade.